# アフリカ料理
アフリカ料理（アフリカりょうり）の項では、アフリカ全般の伝統的な食文化について解説する。

## 概要
アフリカの食文化の素材は、その地で栽培される雑穀、野菜や果物、さらに牧畜で生み出される乳や肉である。アフリカ大陸のいくつかの地域では、ヨーグルトやホエーが特に主要な素材として供される。しかし熱帯アフリカにおいては、気候や家畜の疫病などにより、牛乳の生産や利用は低調である。
様々な気候の元で生み出される食素材と、外来民族が持ち込んだ調理法があいまったアフリカの食文化は多彩で、中部アフリカ、東アフリカ、アフリカの角、北アフリカ、南部アフリカそして西アフリカそれぞれに独自の料理や食に纏わる仕来たりが存在する。
アフリカ大陸北部は古くからローマ帝国やイスラム文化の影響を受け、インド洋に面した東アフリカはアラブ商人が持ち込んだ文化の影響が強い。一方、大西洋に面した西アフリカは、大航海時代や奴隷貿易に揉まれる中でヨーロッパの食文化やアメリカ大陸原産の食素材を受け入れ、キャッサバや落花生、トマトなどは今や食生活に欠かせない素材である。南部アフリカでは、もともと素朴だった先住民の食文化が、16世紀以降に入植した白人の食文化を受け入れ大きく変動した。

## アフリカ大陸の特徴
アフリカは地球上で2番目に大きな大陸である。気候区分は地中海沿岸の地中海性気候、アトラス山脈以南の砂漠気候、赤道直下の熱帯雨林気候、サバンナ気候、さらに南部アフリカの地中海性気候などに分かれ、人類学的に見れば100以上もの異なる文化圏や民族圏が分布している。気候や民族の違いは、多様な伝統や料理文化を生み出した。

## 中部アフリカ

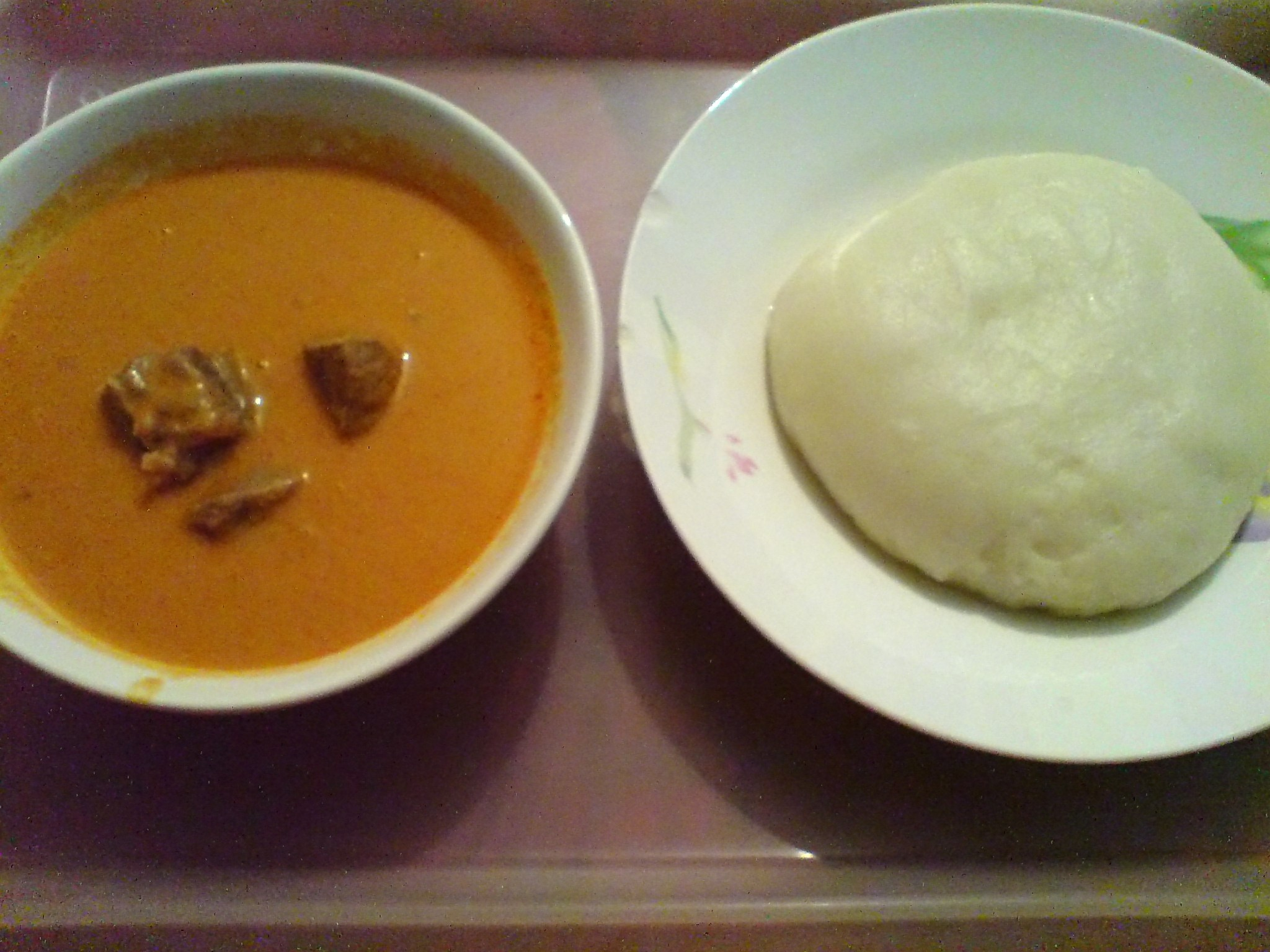
フフ(右側) は中部アフリカの主食である。ここではピーナッツスープが添えられている。

中部アフリカはティベスティ山地を北端とし、乾燥地帯のサヘルからコンゴ川流域の広大な熱帯雨林まで、様々な気候帯を有する地域である。この文化圏は、19世紀に至るまで異文化の影響をほとんど受けず、食文化の面でもアフリカ他地域に比べて伝統が保持されている。しかし大航海時代以降の奴隷貿易の影響でキャッサバ、落花生、トウガラシなどが大西洋沿岸に伝来し、現在では中部アフリカでも栽培されると共に料理の素材として定着している。
中央アフリカ料理の基本的な材料は、プランテンとキャッサバである。これらを茹でてから臼で搗き、フフという餅に似た食品(大抵は醗酵したキャッサバの根から作られる)を作り上げ、焼肉やソースを添えて食事とする。さらに副食として鶏肉、オクラ、ショウガ、ホウレンソウ、トマト、胡椒、唐辛子、玉葱などをピーナツバターで調理した煮込み料理が作られ、キャッサバの葉も葉野菜として消費される。
一方、バンバラ族はピーナツバターと砂糖で味付けした米の粥を好む。牛肉と鶏肉が彼らの間で好まれる食肉だが、時として狩猟で得られたワニ、猿、レイヨウ、イボイノシシの肉も消費される。雑穀を醗酵させたどぶろくやバナナ・ビール、ヤシ酒はなくてはならないものである。

## 東アフリカ

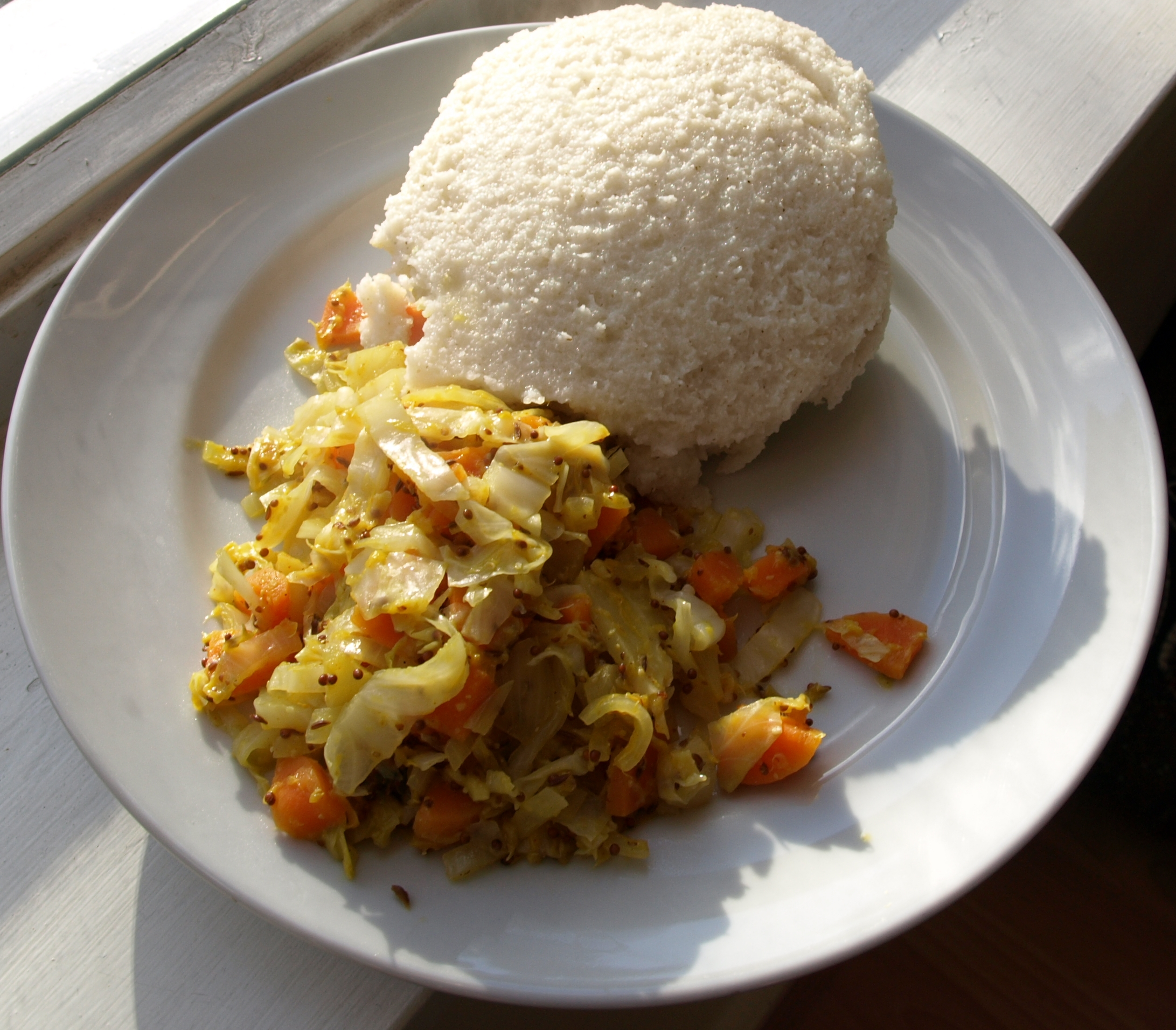
トウモロコシ粉を練り上げたウガリ 。キャベツの料理、スクマ・ウィキ (Sukuma wiki)が添えられている。

東アフリカの食文化は内陸部と海岸部で大きく異なる。内陸のサバンナ地帯に住む民族は牧畜を生業としているが、家畜の肉を食用にすることはしない。飼育する牛、羊、山羊などは通貨、あるいは富の蓄積と見なされている。いくつかの地域では、伝統的に牛乳、あるいは生きた牛から絞った生き血を飲用にするが、やはり肉を食用にはしない。
一方、農耕を営む民族は、自らが栽培した雑穀や野菜を食用に充てている。白いトウモロコシから作られた餅状の食品・ウガリが彼らの主食で、西アフリカや中部アフリカのフフと同じく煮込み料理をおかずにして食事にする。ウガンダでは、バナナの一種であるマトケが、デンプン質の食素材として重要視されている。なお、新大陸原産のトウモロコシが広まる以前のウガリは、モロコシの粉末を素材としていた。
東アフリカのインド洋に面した地域は、外来文化の影響を絶えず受けてきた。西暦1000年ころよりアラブ人の商人が沿岸地域に定住し、スワヒリ語の成立など文化の多方面に影響を与えた。現代に残る食文化の面でもペルシャ風の米の調理、サフラン、クローブ、シナモンなど香辛料の使用、ザクロのジュースなどにアラブの影響をうかがうことができる。
その後、大航海時代の到来とともにポルトガル人の交易活動が活発になる。彼らは西洋と東洋を行き交う海路の途上で東アフリカに寄港し、肉の炙り焼きやマリネ、簡単な香辛料の使用、オレンジ、レモン、バナナなどアジア産の果物、ブタ、そしてアメリカ原産の唐辛子、トウモロコシ、パイナップルなどをもたらした。
やがて19世紀、東アフリカ各地は大英帝国の植民地に組み込まれた。イギリス人と、彼らに雇われたインド人は、インド式の野菜やカレー、レンズ豆のスープ、チャパティー、インド式のピクルス、サモサ、紅茶の飲用とチャの栽培技術を持ち込んだ。
歴史の流れの中で来訪者がもたらした食素材と調理法により、現在の東アフリカ料理が成立している。
一方、アラビア半島の国家オマーンでは、プランテンバナナの煮込みをかけたウガリなどがスワヒリ料理として伝わった。

## アフリカの角

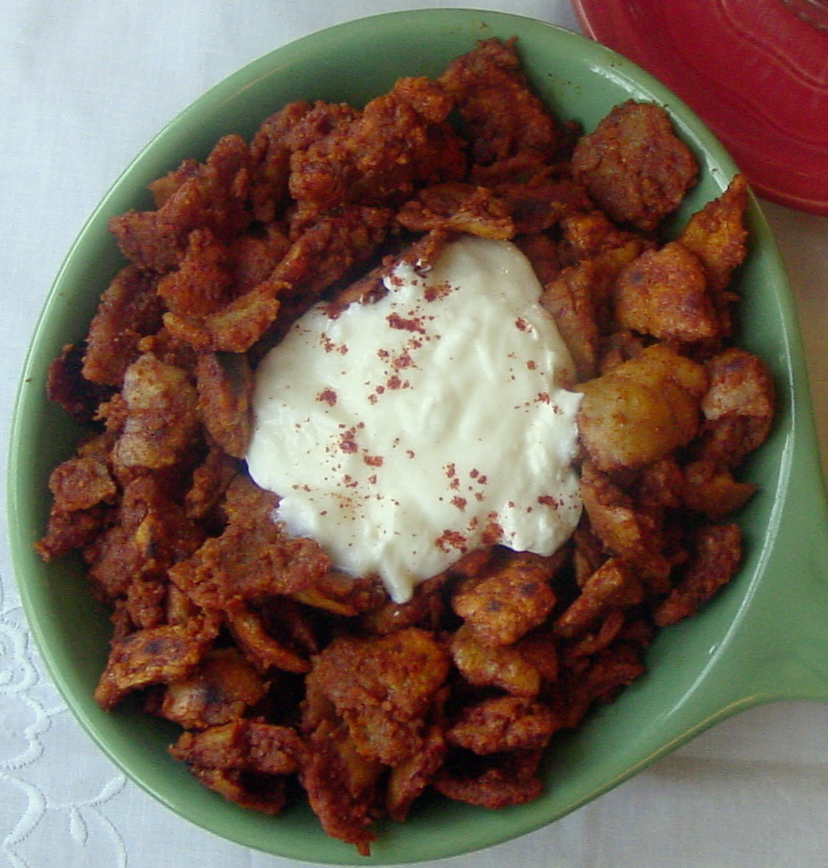
Kitcha fit-fitは代表的なエリトリア料理である。ヨーグルトとベルベレ（香辛料）が添えられている。

エリトリアとエチオピアは歴史的な関係により、食文化に共通する面が多い。
エリトリアの代表的な料理はツェビー（tsebhis）という煮込み料理とインジェラ である。インジェラはソルガムやテフ、小麦を素材とした薄焼きパンであり、また、レンズ豆や空豆を素材としたパスタの一種、hilbetが食用にされている。エリトリアの食文化は、地域ごとに多彩である。高地ではインジェラが主食であり、ティグリニャ語使用者によって毎日食べられている。インジェラは穀物の粉末を水に溶いてから乳酸菌によって醗酵させ、土鍋に流して焼いたパンケーキであり、乳酸菌醗酵のため独特の酸味がある。このインジェラは食卓の大皿に何枚も重ねられ、数種類のワット（シチュー）を掛けて供される。人々は銘々で大きなインジェラを裂き、ワットを包み込むようにして口に運ぶ。
一方、低地帯においては、小麦粉から作られるプディング状の食品akeletが食生活の中で重要な位置を占めている。杓子を使って上の方から取り分け、バルバレ（香辛料の一種）やバターソース、ミルクやヨーグルトを添えて食べる。

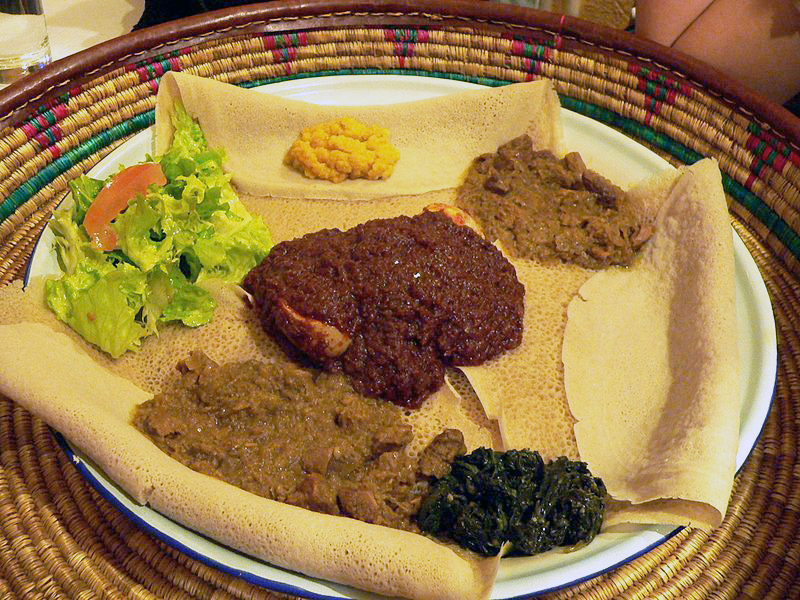
インジェラとワット (シチュー)。インジェラは、典型的なエチオピア料理のひとつで、雑穀粉の薄焼き。

古くからエチオピア正教を敬虔に信仰してきたエチオピア人は、その戒律に則った食生活を送る。イスラム教やユダヤ教と同じく豚肉や貝類の食用が忌避されており、これらが食卓に上ることはない。季節の儀礼ごとに精進や断食が行われている。現在、世界で広く知られているエチオピア料理は、ワットである。これは肉や野菜のシチューで、上記のインジェラと共に供される。裂き取ったインジェラで掬い取って食べられる。また、煎った穀物はエチオピアの主要民族アムハラ族やティグレ人の間で人気がある。国土の大半が海抜2000メートル以上に位置するエチオピアは冷涼な気候でもあるため、生の牛肉を和えた料理Kitfoがある。肉の生食は、アフリカの伝統食としてはここにしか存在しない。
エチオピアで好まれるアルコール飲料は、蜂蜜酒やワイン、蒸留酒、雑穀の薄い酒である。あるいはバショウ科の植物・エンセーテから抽出した澱粉を醗酵させた酒も飲まれる。
さらにコーヒーの原産国でもあるエチオピアでは、コーヒーの飲用に精神的意識を求めた儀礼・コーヒー・セレモニーが古くから連綿と受け継がれてきた。

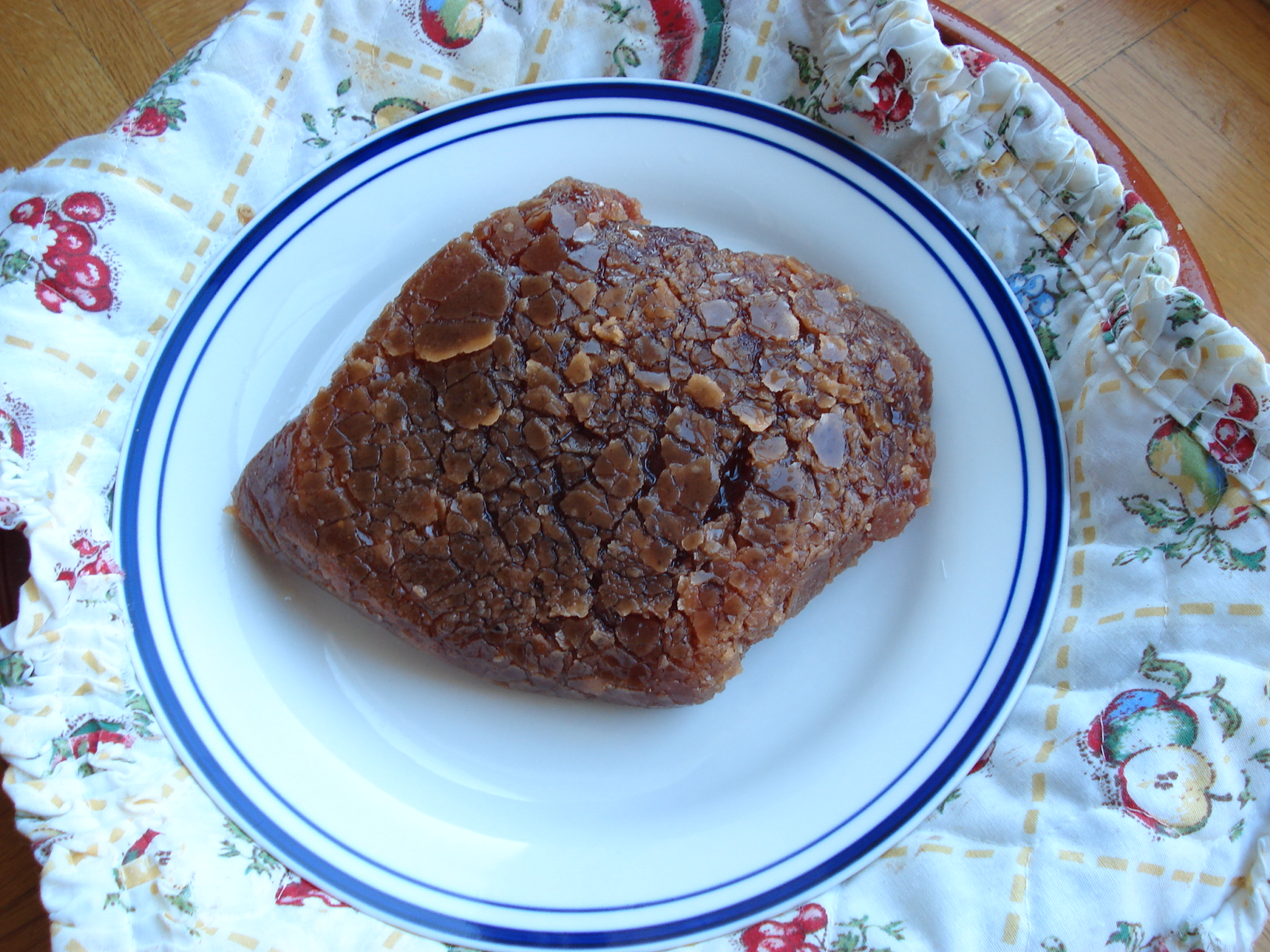
シャルオは、アラブ圏の菓子・ハルヴァのソマリア式のものである。

紅海の入り口に位置するソマリアは、海上交通の要衝である。そのためソマリ料理は、さまざまな文明圏の食文化の影響を受けているが、イスラム教の元で食素材はハラルとして統一されている。豚肉や肉食獣、自然死した動物、血液の食用は忌避され、酒の飲用も禁じられている。ソマリアの主食は、エチオピアと同様に薄焼きのパンだが、インディカ米の一種、バスマティが人気の食素材で、クミン、カルダモン、クローブ、シナモン、セージなどのスパイスや香草で風味を付けたリゾットにされる。また、イタリアから伝来したパスタも食卓に上る機会が多い。
ソマリアでは夕食を摂る時刻が遅く、午後9時を過ぎる。さらにラマダーン（断食の月）の期間は、午後11時を過ぎることもある。
シャルオやハルヴァは、イド・アル＝フィトル（ラマダン明け）や冠婚葬祭など、ハレの場で食される菓子である。砂糖、コーンスターチ、カルダモン、ナツメグ、ギーを材料とし、風味を増すためピーナッツが添えられる。
また、口に入るものではないが食文化に重要なエッセンスを添えるのが香である。食事の後、部屋にDabqaadと呼ばれる香炉が持ち込まれ、一同で焚かれる乳香などの香を楽しむ。

## 西アフリカ

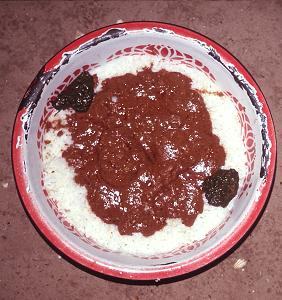
セネガルの代表的な料理であるマフェは、ピーナッツペーストの煮こみ。

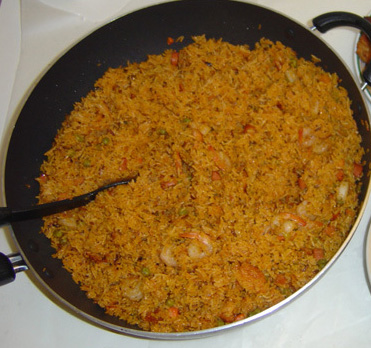
ジョロフライスは西アフリカを代表する料理である。

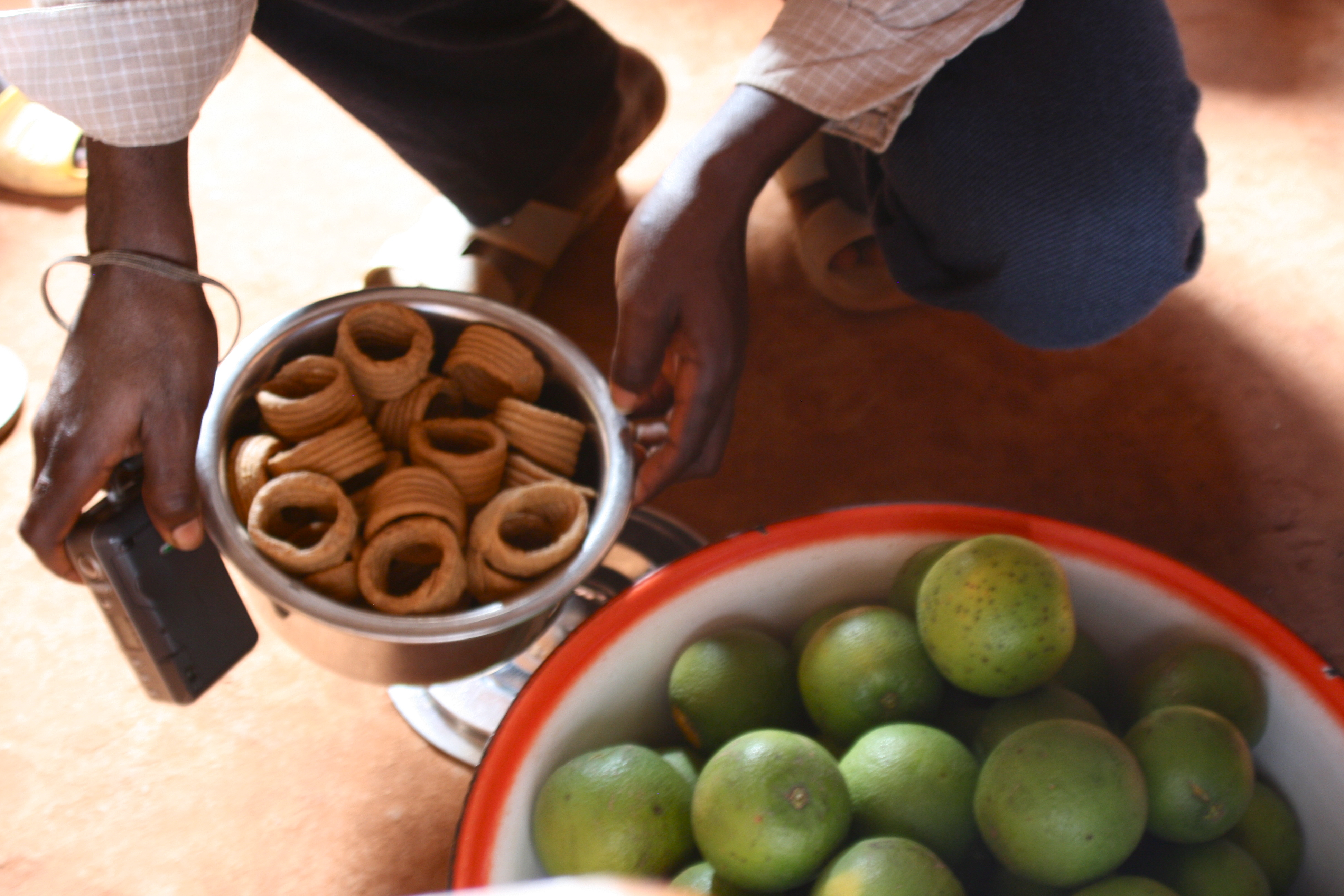
クロウィクロウィ（Klouikloui）は、ベナンの料理の一つである。

西アフリカにおける主食は、中央アフリカと同じくフフか、醗酵させた粥のKenkeyアチェケ、ウガリ、エバ、トー（ウガリに似た食品で、粉の湯練り）など、いずれもデンプン質の根菜や穀物粉から作られた餅状の食品である。それに副食として煮込み料理が添えられる。フフはヤムイモやタロイモ、またはキャッサバなどの根菜、またはプランテンを茹でてから臼で搗き混ぜるか、キビやモロコシ、トウジンビエなどの粉を湯で練り上げて作る。フフの素材の好みは民族集団によって違いがあるが、中でも白トウモロコシの粉末が好まれている。Kenkeyはトウモロコシ粉、ガリはキャッサバを摩り下ろして乾燥させたものを原料とする。
一方、水に恵まれたニジェール川やガンビア川流域では稲作が行われ、セネガル、ガンビア、ガーナではピラフに似たジョロフライスやチェブジェン、マフェなどの米料理が食されている。
フフやジョロフライスは、後の奴隷貿易を通じてアメリカやカリブ海の島嶼部にも伝わった。
西アフリカ料理では様々な香辛料が使用される。中でもギニア原産の香辛料ギニアコショウは西アフリカから北アフリカにまで広く流通し、ヨーロッパにも伝わった。一方、アラブ商人はシナモン、クローブ、ミントを伝えた。大航海時代に至ってスペインやポルトガルに伝えられたトマトやトウガラシは今や西アフリカ料理におけるユビキタスとして定着している。
西アフリカの主食はアフリカイネ、フォニオ、トウジンビエ、ソルガム、プランテン（バナナ）、ハウサラッカセイ、黒目豆。さらにヤムイモ、サツマイモなどの根菜であり、料理法は炙る、焼く、茹でる、揚げるなどである。
イスラム教を信仰する地域ゆえ肉類は羊か牛肉、あるいはヤギ肉である。これら肉類をニシン科の魚・ヤーボイを醗酵させた魚醤・ケチャや、マメ科植物の実を醗酵させた味噌に似た食品・スンバラを調味料として加え、野菜と共に煮込んでシチューにしたものが西アフリカ料理の典型である。
セネガルでは鍋で煮込んだ汁を飯にかけた料理をニャーリチン（ふたつ鍋。鍋ふたつを使う料理）と呼び、飯に具を炊き込んだ「炊き込み飯」のような料理をベンナチン（一つ鍋。鍋一つで作れる料理）と呼ぶ。ベンナチン料理のうち、ニシン科の魚・ヤーボイを野菜などと共に炊き込んだ飯・チェブジェンは、セネガル人に最も好まれ、かつ誇りとされる料理である。セネガル料理はアフリカでも最も洗練されていると言われ、世界各国にセネガル料理店がある。
かつての西アフリカ料理は使用する肉類も脂もほんの少量で、バオバブの新芽や野菜類が1年のうち決まった時期の主食だった。しかし現在では肉類やヤシ油が容易に入手できるようになったため、味も濃く、非常に高カロリーなものになった。
西アフリカにおける酒類は、アブラヤシなどの花の芽を切った先から滲み出す汁を醸したヤシ酒かバナナ・ビール、雑穀のどぶろくなどである。

## 南部アフリカ

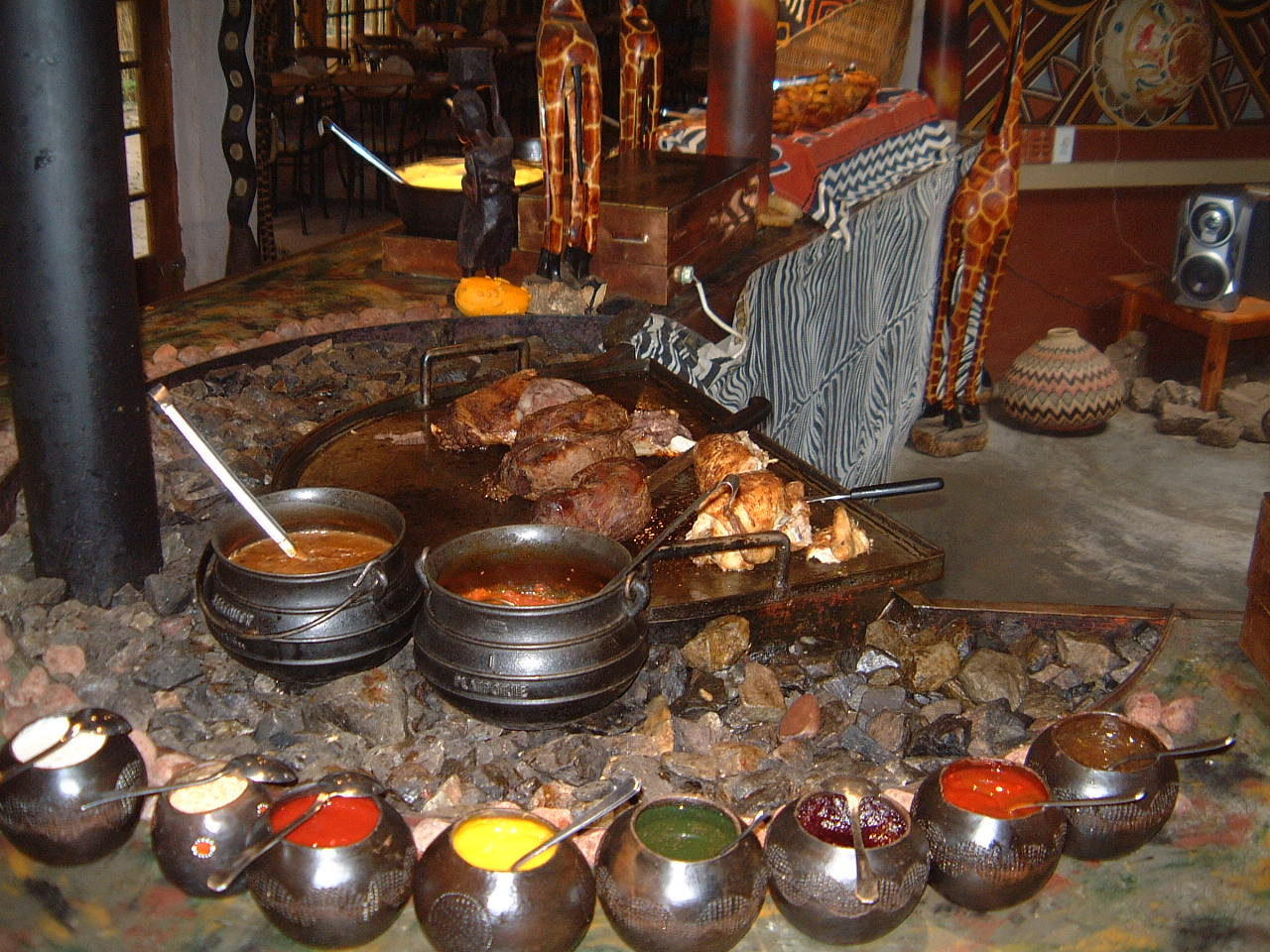
南部アフリカ料理

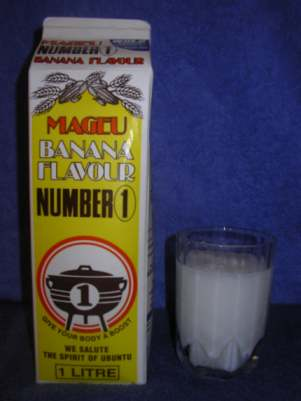
マゲウはトウモロコシを醗酵させた伝統的なノンアルコール飲料で、ングニ人の間で好まれている。

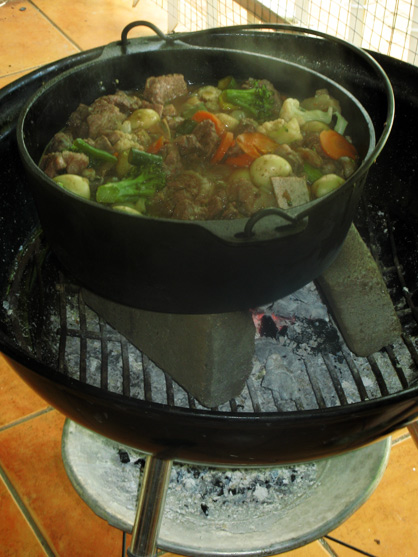
ポジェコは、アフリカーナー（ヨーロッパ系アフリカ人）の作るシチューである。肉や野菜を鉄鍋でじっくり煮込む。

南部アフリカの食文化は、時にrainbow cuisine（虹色の料理）とも呼ばれる。その理由は、アフリカ古来の食文化に、歴史的経緯から持ち込まれたヨーロッパ料理、アジア料理が融合した多彩な食文化だからである。だが、この根底を成すのは先住民の食文化であり、それを知るには南アフリカの民族社会を理解することが最も重要である。
そもそも南アフリカの土着民族は、2つの大グループといくつかの小グループに分類される。最も大きな民族集団はズールー族、スワジ人、コサ人、ソト人、ツワナ人、シャンガーン人などを含むバントゥー系民族で、彼らは農耕と牧畜、鉄器製造の技術を携え、2000年ほど前にこの地に定住した。現在でもバントゥー系民族は雑穀や野菜、カボチャなどを栽培し、羊や山羊の放牧で生計を立てている。
小さなグループのうちで有名な民族がコイサン語族である。一部の考古学者の学説に寄れば、彼らは1万年前から南部アフリカに定住していたという。コイサン語族の子孫は南部アフリカにおける有色人種の大多数を占めており、「ブッシュマン」の名で広く知られている狩猟民族のサン人と、かつては「ホッテントット」と呼ばれていたコイコイ人とに分かれる。サン人が狩猟生活を維持する一方、コイコイ人はバンツー語族との接触で牧畜を習得したが、農耕は行わなかった。
南部アフリカの食文化は、民族によってある程度は定義される。コイコイ人の食事は家畜の肉と乳、農耕民のバントゥー語系民族には穀物や野菜が加わる。一方で、狩猟採集民族のサン人は 狩猟で得た野生動物や野生の根菜を食料とする。これらの食文化は、すでに古代においてその形式が確立されていた。コイサン人は炙り肉を食べ、さらに乾し肉を作って保存食とした。
現在では、南部アフリカに住む民族は黒人、白人を問わずバーベキュー(アフリカーンス語ではbraaiと呼ばれる)と乾し肉を好んでいる。また、南部アフリカにおいては伝統的な醸造酒が飲用され、食事中のユビキタスとして人々の栄養状態維持に貢献している。そのため酒の醸造は一家の主婦の最も大切な仕事であり、酒作りの上手さが主婦の評価に直結していた。
現在では伝統的な酒に加え、ヨーロッパ式のビールも普及している。 
牛乳は、南部アフリカにおいて伝統的に最も重要な食素材である。牛は男性の大切な財産であり、結婚の際は妻の側に結納として家畜が送られる。そして結婚後、男は妻子を満足させるだけの乳製品を得るため、牛や羊、山羊の世話に心を砕く。息子が成長すれば、父親のかわりにその役を担う。しかし、かつては冷蔵技術が無かったため、搾られた牛乳は大半がヨーグルトなどの発酵乳に加工された。現代においては冷蔵や流通の発達によってサワークリームやヨーグルト、カードの類はスーパーマーケットで容易に入手できるようになっている。 
週末になれば、南アフリカ人は人種を問わずbraaiと呼ばれるバーベキューと、トウモロコシ粥の食事を楽しむ。この肉と粥の取り合わせは、pap and vleisと呼ばれる。
南部アフリカの食文化では、家畜の肉や乳製品と共に鹿、ダチョウ、インパラなど野生動物の肉も使用される。海産物ではザリガニ、海老、マグロ、ムール貝、牡蠣、イカ、サバ、ロブスターに人気がある。さらにヨーロッパ人に持ち込まれたリンゴ、ブドウ、マンゴー、バナナ、パパイア、アボカド、オレンジ、桃、アプリコットが食べられている。これら多くの果物は生食されるほか、ヨーロッパ式のプディングに加工される。また、ポルトガル料理の影響が強いアンゴラでは、Cocada amarelaというココナッツと卵黄を使ったケーキが好まれている。

## 北アフリカ
地中海を挟んでヨーロッパに面した北アフリカは、モロッコ、アルジェリア、リビア、チュニジア、モーリタニア、エジプトによって構成されている。アトラス山脈以北は地中海性気候に恵まれ小麦やオリーブの栽培が可能であり、エジプトは砂漠気候にありながらナイル川の水を引きこんだ灌漑で潤され、5000年来、幾多の王朝の穀倉地帯として栄えてきた。
北アフリカの地は地理、政治、社会、経済そして文化の面において多種多様性があり、それは食文化にも現れている。そもそも、「北アフリカ料理」と称される食文化は、2000年前にはすでに存在していた。

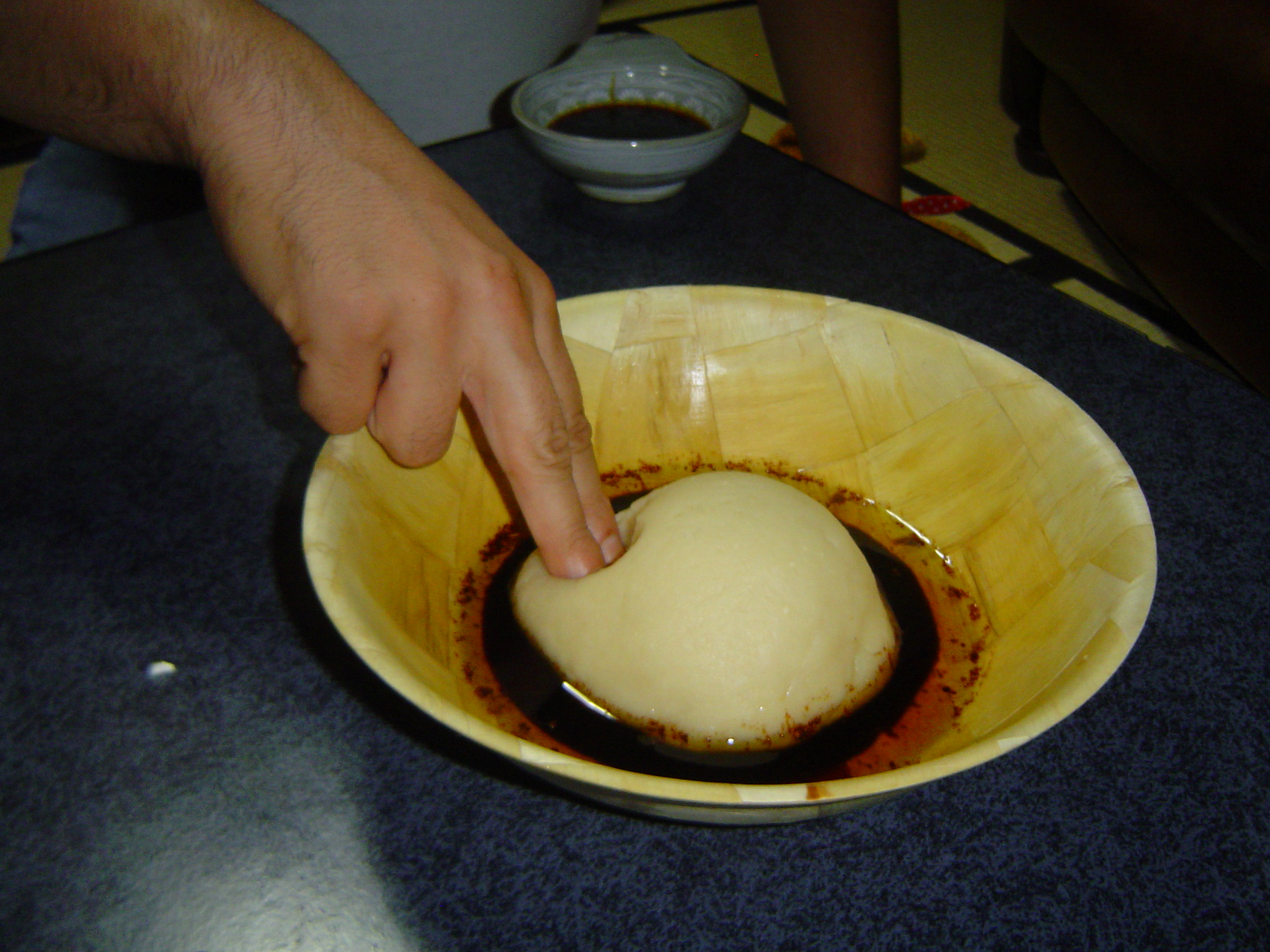
アシーダは北アフリカや中東諸国で食されており、同エリアにおいて最も人気のある料理である。
多くのアラブ諸国ではデザート料理ならびに伝統的な料理の1つと見なされている。

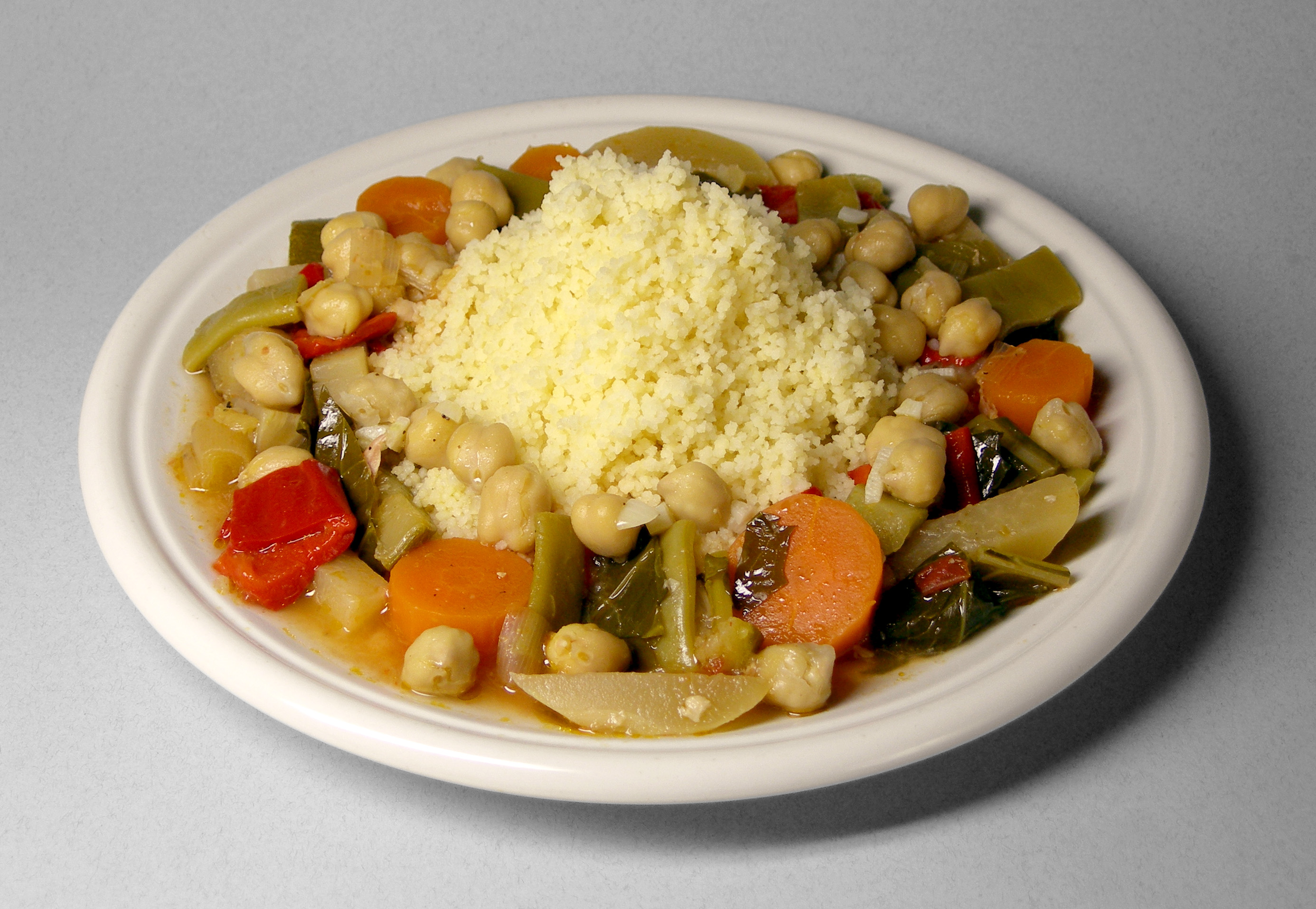
クスクスに添えられた野菜とひよこ豆

交通や文化の要衝である北アフリカには数千年に渡って商人や旅行者、あるいは侵略者が来訪するとともに、外部の食文化が伝えられた。地中海東岸の地を本拠地とするフェニキア人は地中海沿岸各地に植民市を築くとともにソーセージを伝え、カルタゴはセモリナの麦をもたらした。ベルベル人はクスクスを作り出し、ローマ人がオリーブ栽培とオリーブ油の使用を本格的に伝えた。さらに7世紀以降に浸透したアラブ勢力は、アフリカの他の地域同様にシナモン、ナツメグ、サフラン、生姜など香辛料の使用を広めた。オスマン帝国の統治はペイストリーなど甘い菓子とパン食を広め、そしてアメリカ大陸原産のトマト、ジャガイモ、ズッキーニが素材に加わることになる。しかしその影響には各地域で差があるため、現在の食文化にも微妙な差異がある。一般的にチュニジア料理は古代ギリシアやローマ、アルジェリア料理はトルコ料理、モロッコ料理はイスラムやスペイン料理の影響が強い。
北アフリカ諸国の食文化で特徴的なことは、全く同じ料理が国ごとに別々の名称で呼ばれることである。(たとえばモロッコでtangia、チュニジアでcoucha と呼ばれる料理は、どちらも壺やオーブンを使って一晩じっくり煮込んだ肉のシチューである)。反対に、国ごとに料理名、調理名の指す内容が異なる場合もある(例を挙げるなら、タジン鍋として日本でも知られている"tajine"の語は、モロッコではじっくり調理したシチューを意味する。一方、チュニジアではオムレツかキッシュのような料理を意味する)。
そして、その異なりは洗練されたモロッコ料理、激しい味わいのチュニジア料理、シンプルなエジプト料理やアルジェリア料理などそれぞれの違いにも繋がる。
なお、イスラム圏ゆえ、食素材はハラルで統一されているが、アルジェリアでは一部でイノシシの肉が食べられている。飲酒も憚られる行為だが、フランスの植民地支配で定着したワインや地ビール、そしてイスラム化以前から連綿と作られてきたイチジクやナツメヤシの酒が密かに飲まれている。